# Don Walser
Don Walser (* 14. September 1934 als Donald Ray Walser in Brownfield, Texas; † 20. September 2006 in  Austin, Texas) war ein US-amerikanischer Countrymusiker.
Bereits im Alter von elf Jahren begann er, Gitarre zu spielen, zu singen und eigene Musikstücke zu schreiben. Im Alter von 16 Jahren gründete er mit Buddy Holly seine erste Country-Band, The Panhandle Playboys. Obwohl in dieser Zeit der Rock ’n’ Roll an Popularität gewann, blieb er bei der Gruppe. Sein Geld verdiente er bei der National Guard.
Von 1959 bis 1961 war er Mitglied der Band The Texas Plainsmen. In den nächsten drei Jahrzehnten spielte er in mehreren Gruppen und schrieb erfolgreiche Stücke, wie z. B. Rolling Stone from Texas.
Mit der Zeit wurde Walser bekannt dafür, dass er ältere und teilweise obskure Countrymusik und Cowboysongs spielte. Damit hielt er Stücke aus den 1940er und 1950er Jahren lebendig, die von früheren Country-Stars wie Bob Wills und Eddy Arnold geschrieben und interpretiert worden waren. Er war auch für seine Jodelkünste bekannt, die er in der Tradition von Slim Whitman und Jimmie Rodgers weiterführte. Auch in einigen Filmen trat er auf. So spielte er 1998 in The Hi-Lo Country  von Stephen Frears einen Sänger beim Rodeo.
Im September 2003 ging Don Walser aus gesundheitlichen Gründen in den Ruhestand. Er starb im September 2006 an den Folgen von Diabetes.

## Diskographie
- Rolling Stone From Texas (1994)
- The Archive Series: Volume 1 (1995)
- The Archive Series Volume 2 (1995)
- Texas Top Hand (1996)
- Down at the Sky-Vue Drive-In (1998)
- Here's to Country Music (1999)
- I'll Hold You in My Heart (2000)
- Dare to Dream: The Best of Don Walser (2001)